# Lomtjärnarna (Nås socken, Dalarna)
Lomtjärnarna är en sjö i Vansbro kommun i Dalarna och ingår i Dalälvens huvudavrinningsområde.